# Хіра (печера)
Хіра — печера у Саудівській Аравії, розташована за 3,5 км від Мекки. Розташована на північно-східному схилі гори Джабаль-ан-Нур.

## Історія
За переказами, у печері Хіра любив усамітнюватися для роздумів пророк Магомед, засновник ісламу. Згідно з ісламом, саме в цій печері ангел Джібріль передав пророку Мухаммаду перше божественне одкровення, перші 5 аятів сури аль-Аляк.